# Gnostische evangeliën
Met de term  Gnostische evangeliën wordt een aantal gnostische geschriften aangeduid waarvan in de titel het woord evangelie voortkomt. Al deze geschriften zijn bekend in een Koptische vertaling van een oorspronkelijk Griekse tekst die verloren is gegaan. Van slechts twee van deze geschriften zijn enkele Griekse fragmenten bekend.  
Het zijn:
- het Evangelie naar Filippus. Dit geschrift maakte  onderdeel uit van de vondst van de Nag Hammadigeschriften in 1945. De datering voor de oorspronkelijk Griekse tekst is vanaf het midden van de tweede eeuw. De eerste helft van de derde eeuw is ook denkbaar.

- het Evangelie naar Judas. Dit geschrift maakte deel uit van de Codex Tschacos, die omstreeks 1978 werd ontdekt bij een vermoedelijk illegale opgraving nabij het Egyptische Minya. De oorspronkelijk Griekse tekst dateert uit het midden van de tweede eeuw.

- het  Evangelie van Maria Magdalena. Dit geschrift maakte deel uit van de Berlijnse Codex, die eind negentiende eeuw werd gevonden. Er zijn enkele fragmenten in het Grieks gevonden als deel van de Oxyrhynchus papyri. De oorspronkelijk Griekse versie moet in de tweede eeuw zijn ontstaan.

- het  Evangelie van Thomas maakte deel uit van de vondst van de Nag Hammadigeschriften. Enkele Griekse fragmenten maakten eveneens deel uit van de vondst van de Oxyrhynchus papyri rond 1900. Pas na de vondst bij Nag Hammadi werd duidelijk, dat deze fragmenten onderdeel waren van dit evangelie. De meeste onderzoekers dateren de oorsprong van de nu bekende versie in begin tweede eeuw.

- het Evangelie der Waarheid maakte deel uit van de vondst van de Nag Hammadigeschriften.  De oorspronkelijk Griekse tekst moet uit omstreeks het midden van de tweede eeuw dateren.

- het Evangelie van de Egyptenaren is feitelijk het geschrift dat beter bekend staat als het Heilige boek van de grote onzichtbare Geest. De naam van het evangelie staat vermeld in het colofon van het geschrift. Ook dit geschrift werd gevonden bij Nag Hammadi. Er zijn een aantal christelijke aspecten in het werk, maar het werk behoort tot dat deel van de gnostische literatuur waarin Christus geen rol speelt. Jezus wordt een aantal malen genoemd, maar nooit in de rol van Christus. Het werk is dan ook maar in zeer beperkte mate een christelijke tekst te noemen. In de tekst wordt de rol van de verlosser uitdrukkelijk toegekend aan Seth, de derde zoon van Adam en Eva. De oorspronkelijk Griekse tekst moet rond het midden van de tweede eeuw geschreven zijn.

- het evangelie van Eva is een tekst waarvan slechts twee citaten bewaard zijn gebleven in de tekst van de Panarion, het belangrijkste werk van Epiphanius van Salamis (310|315 - 403). Epiphanius citeert die regels in het tekstdeel over de borborieten.

Geen van deze evangeliën is te vergelijken met de vier canonieke evangeliën, welke opgenomen zijn in het Nieuwe Testament. Met name de drie synoptische evangeliën vertellen een doorlopend verhaal over het leven van Jezus. De gnostische evangeliën zeggen niets daarover. De totstandkoming van de tekst van de  gnostische evangeliën is ook in een latere periode dan de Bijbelse evangeliën. Alleen bij het het Evangelie van Thomas wordt het mogelijk geacht, dat er uitspraken van Jezus in voorkomen die ontleend zijn aan een mondelinge traditie die onafhankelijk was van de canonieke evangeliën.
Begin eenentwintigste eeuw was er veel publiciteit over een aantal van deze gnostische evangeliën als gevolg van onder meer het verschijnen van boeken als de Da Vinci Code in 2003 alsmede een eerste uitgave van het Evangelie naar Judas in 2006. Als gevolg daarvan verscheen in populaire lectuur het beeld, dat in een aantal van deze gnostische evangeliën de ware Jezus meer aan het woord zou zijn dan in de canonieke evangeliën, die bovendien in kerkelijke zin zouden zijn bewerkt. 
In het vakgebied geldt dat beeld als onjuist en onhistorisch, evenzeer als de aanname dat de uitspraken van Jezus in de Bijbelse evangeliën wel alle echt zouden zijn. Het vroegste christendom kenmerkte zich door een grote mate van veelvormigheid en was veel meer heterodox dan orthodox. Alle evangeliën zijn een product van zeer pluriforme opvattingen van de verschillende vroegste christelijke gemeenschappen.